# 鄒長根
鄒長根（英語：Chow Cheung-Kan，1951年—2013年3月22日），香港電影剪接師，曾獲香港電影金像獎最佳剪接獎，有「金鉸剪」之名。2013年3月22日因大腸癌病逝，終年62歲。

## 生平
1970年加入香港電視廣播有限公司任剪接訓練員，1978年升任高級剪接師，同年經公司保送英國倫敦電影學院受訓。1980年轉任電視編導。1986年12月離開電視台向電影發展。1991年10月於新加坡廣播局任主任剪接師。1993年為綜藝產權（香港衛星電視有限公司）任後期制作主任。1996年任台灣鳳凰衛視中文台電腦剪接師。2000年開創「長根數位」製作公司，為香港電影資料館開館製作VCD《光影中的香港》。2001年2月至5月為上海春天影業公司任電腦剪接師，製作電影劇《紫色檔案》。2001年5月至11月為香港春天電視制作公司拍攝電視劇《伴我同行》，任導演及剪接師。2002年為香港春天電視制作公司剪輯三十集電視劇《生命天使》。2003年為影音使團剪輯電視劇《天使家族》。2004年擔任創世電視剪接師。

## 剪接作品

### 電視節目
- 《奇趣錄之尼泊爾特輯》
- 《C I D》- TVB
- 《新紮師兄續集》- TVB
- 《紫色檔案》

《黃金十年》
- 《天使家族》- 創世電視
- 《屬靈教室》- 創世電視
- 《伴我同行》
- 《生命天使》

### 電影
- 《父子情》
- 《第一類型危險》
- 《半邊人》
- 《女人風情話》
- 《傾城之戀》
- 《三個女人的故事》
- 《滾滾紅塵》
- 《天水圍的日與夜》

## 著作
《影視剪接技巧──從理論到實踐》ISBN 9789881738998

## 獎項
- 《半邊人》第三屆香港電影金像獎「最佳剪接」
- 《女人風情話》第五屆香港電影金像獎「最佳剪接」
- 《三個女人的故事》第二十六屆金馬獎「最佳剪接」
- 《奇趣錄之尼泊爾特輯》1976 紐約國際電視銀獎
- 《CID》第十集1977紐約國際電視銅獎

## 外部連結
- YouTube上的金像獎下的人生剪接師@創世電視
- 鄒長根在互联网电影资料库（IMDb）上的資料（英文）（英文）
- 在AllMovie上鄒長根的頁面（英文）
- 鄒長根在香港影庫上的簡介
- 鄒長根在豆瓣上的资料（简体中文）
- 鄒長根在时光网上的簡介（简体中文）